# Eritrosio 4-fosfato
L'eritrosio 4-fosfato è il monosaccaride eritrosio, fosforilato sul carbonio terminale. È un intermedio nella via dei pentoso fosfati, nel ciclo di Calvin e nella via dello shikimato.